# Pre-Indo-Europese talen
Het voor-Indo-Europees substraat is een groep van mogelijkerwijze niet aan elkaar verwante substraattalen, die zowel in Europa als in Azië werden gesproken vóór de invasie van de sprekers van de Indo-Europese talen. 

## Europa
- Pre-Grieks substraat - zie ook Aegeïsche talen
  - Pelasgisch
  - Eteokretenzisch (de opvolger van de Minoïsche taal?)- zie ook Lineair A
  - Eteocypriotisch (de opvolger van de Cypro-Minoïsche taal?) - zie ook Cypro-Minoïsch schrift
- Voor-Germaans substraat
- Voor-Keltisch substraat
  - Pictisch (de taal van de Picten, soms beschouwd als Keltisch)
- Tyrreense talen
  - Etruskisch
  - Rhaetisch
  - Lemnisch
- Andere niet-geclassificeerde talen van Italia:
  - Noord-Piceens
  - Camunnisch
  - Elymisch -  mogelijkerwijze Indo-Europees
  - Paleosardische talen
  - Sicaans -
  - Sicels - mogelijkerwijze Indo-Europees
- Paleohispanische talen
  - Iberisch
  - Tartessisch of Zuidlusitanisch - zie Tartessos
  - Baskisch (zie ook Vascoonssubstraattheorie) en Aquitaans

## Azië
- Substraat in het Vedisch Sanskriet
- Harappaïsche taal -
- Hurritisch, Urartees en Hattisch (substraat in de Anatolische talen)
- Vedda taal - de taal van de Vedda's (gebaseerd op het Singalees, maar bevat een pre-Singalees substraat.

## Afrika
- Atlantisch-Semitische talen - betwiste superstraatwerking op de Germaanse talen
  - Punisch

### Archeologie en cultuur
- (en)  Anthony, David with Jennifer Y. Chi (eds., 2009). The Lost World of Old Europe: The Danube Valley, 5000-3500 BC.
- (en)  Bogucki, Peter I. and Pam J. Crabtree (eds. 2004). Ancient Europe 8000 BC--1000 AD: An Encyclopedia of the Barbarian World. New York: Charles Scribner’s Sons.
- (en)  Gimbutas, Marija (1973). Old Europe c. 7000-3500 B.C.: the earliest European civilization before the infiltration of the Indo-European peoples. The Journal of Indo-European Studies 1/1-2. 1-20.
- (en)  Tilley, Christopher (1996). An Ethnography of the Neolithic. Early Prehistoric Societies in Southern Scandinavia. Cambridge University Press.

### Reconstructies
- (en)  Bammesberger, Alfred and Theo Vennemann (eds., 2003). Languages in Prehistoric Europe. Heidelberg: Carl Winter.
- (en)  Blench, Roger and Matthew Spriggs (eds. 1). Archaeology and Language. Vol. I. Theoretical and Methodological Orientations.
- (en)  Dolukhanov, Pavel M. (2003) Archaeology and Languages in Prehistoric Northern Eurasia // Japan Review, 15:175-186. https://web.archive.org/web/20110721072713/http://shinku.nichibun.ac.jp/jpub/pdf/jr/IJ1507.pdf
- (en)  Gimbutas, Marija (1989). The Language of the Goddess
- (en)  Greppin, John and T.L.Markey (eds., 1990). When Worlds Collide: The Indo-Europeans and the Pre-Indo-Europeans, Ann Arbor.
- (en)  Lehmann, Winfred P. Pre-Indo-European. Washington, DC: Institute for the Study of Man. 2002. ISBN 0-941694-82-8.
- (en)  Lieberman, Mark. The Linguistic Diversiry of Aboriginal Europe // Language Log. January 6, 2009. http://languagelog.ldc.upenn.edu/nll/?p=980
- (en)  Mailhammer, Robert (2010). Diversity vs. Uniformity. Europe before the Arrival of Indo-European Languages. http://www.lrz.de/~mailhammer/htdocs/pdf/SWE_paper-MTP_draft.pdf // to appear in: Mailhammer, Robert and Theo Vennemann. Linguistic Roots of Europe. Copenhagen: Museum Tusculanum Press.
- (en)  Pre-Indo-European // Encyclopedia of the Languages of Europe. Edited by: Glanville Price. 2000. eISBN 9780631220398.
- (en)  Vennemann, Theo. Languages in Prehistoric Europe north of the Alps. http://www.scribd.com/doc/8670/Languages-in-prehistoric-Europe-north-of-the-Alps
- (en)  Vennemann, Theo (2008). Linguistic reconstruction in the context of European prehistory. Transactions of the Philological Society. Volume 92, Issue 2, pages 215–284, November 1994
- (en)  Woodard, Roger D. (ed., 2008) Ancient Languages of Asia Minor. Cambridge University Press.
- (en)  Woodard, Roger D. (2008) Ancient Languages of Europe. Cambridge University Press.